# Ana Seguí
Ana Seguí auch Ana Buenaventura Barrial (* 1942 in Madrid; † 2023) war eine spanische Konzeptmalerin und Medienkünstlerin. Ab den 1960er Jahren führte sie zusammen mit ihrem Partner, dem Architekten Francisco Javier Seguí de la Riva (1940–2021), plastische Forschungen durch Drucken und Malen computergenerierter Formen.

## Leben
Ana Seguí studierte an der Universität Complutense Madrid. 1970–1973 nahm sie am Seminar “Generación automática de formas plásticas” am Computer Center der Universität Complutense Madrid teil.

## Ausstellungen (Auswahl)
- 1968, »The Spanish experimental scene« Universität Complutense Madrid[3][2]
- 1971, »The Computer Assisted Art«, Palacio de Congresos y Exposiciones, Madrid
- 1971, »Formas computadas«, Ateneo, Madrid
- 1972, »computer art. conditional growing[4]«, Tendencies 5 Section: Computer Visual Research in Zagreb